# Tu quoque mi fili
Pour les articles homonymes, voir Tu quoque.
Tu quoque mi fili ou bien Tu quoque fili ou encore Tu quoque fili mi (en français : « Toi aussi, mon fils ! ») est une célèbre locution latine, que la tradition attribue à Jules César : ce dernier l'aurait adressée, en guise de dernier souffle, à Brutus. 

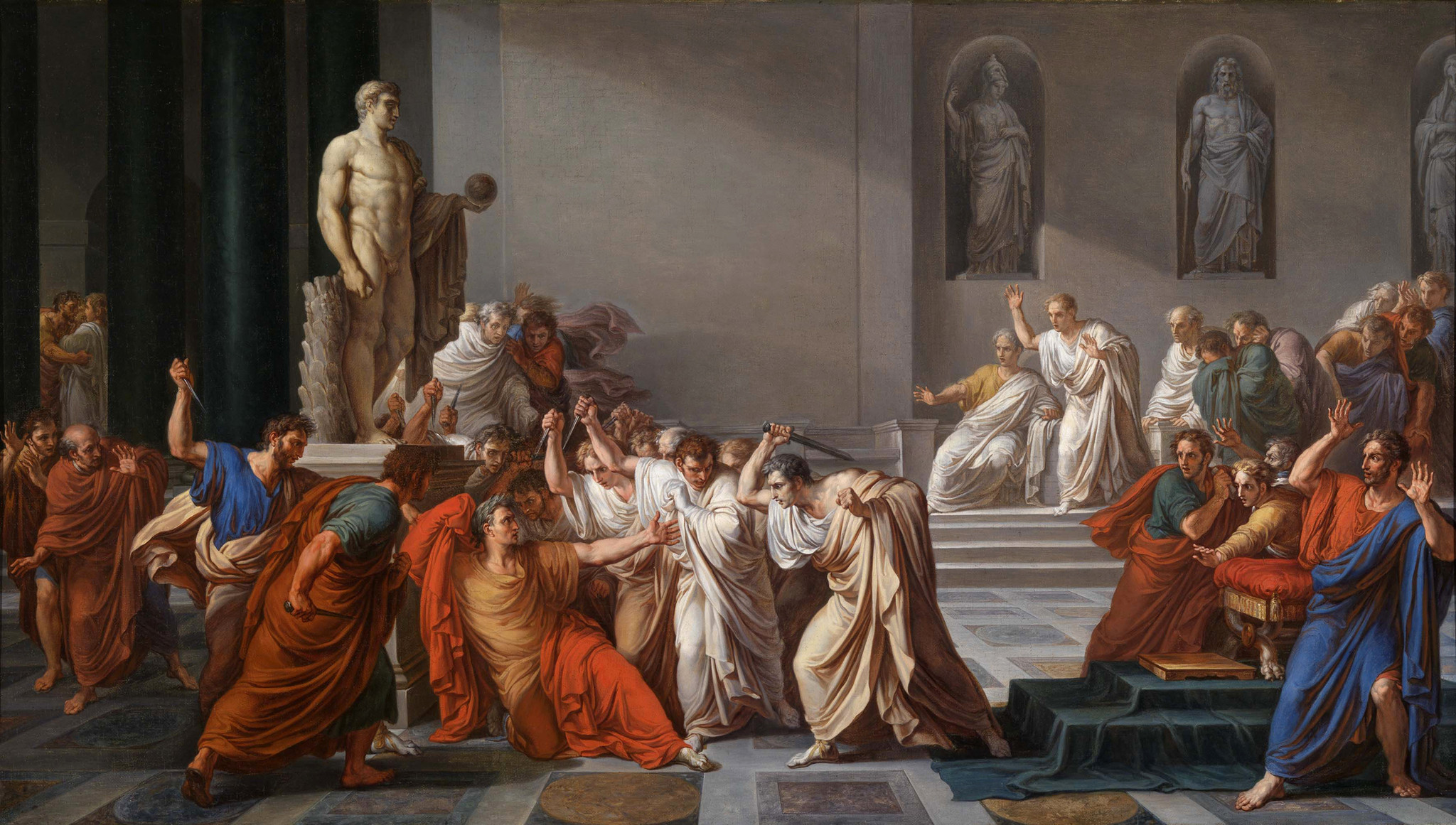
La Mort de César, Vincenzo Camuccini.

La tradition a retenu la forme latine de cette phrase, mais il est plus vraisemblable qu'elle ait été prononcée en grec (« Καὶ σὺ τέκνον »).

## Sources historiques
Le fameux Tu quoque mi fili, transmis par la tradition sous sa forme latine, ne se trouve dans aucun texte ancien, mais est issu de la biographie de César contenue dans le De viris illustribus urbis Romæ a Romulo ad Augustum (Des hommes illustres de Rome, de Romulus à Auguste) publié en 1779 par l'abbé Lhomond : « Quum Marcum Brutum, quem loco filii habebat, in se irruentem vidisset, dixit : “Tu quoque fili mi !” » (« Quand il vit Marcus Brutus, qu'il traitait comme son fils, se précipiter sur lui, il dit : “Toi aussi, mon fils !” »).
En la matière, l'abbé Lhomond s'inspire de la mort de César rapportée, pour la première fois, par Suétone : « Atque ita tribus et uiginti plagis confossus est uno modo ad primum ictum gemitu sine uoce edito, etsi tradiderunt quidam Marco Bruto irruenti dixisse : καὶ σὺ τέκνον. » (« Il fut ainsi percé de vingt-trois coups : au premier seulement, il poussa un gémissement, sans dire une parole. Toutefois, quelques écrivains rapportent que, voyant s'avancer contre lui Marcus Brutus, il dit en grec : “Toi aussi, mon fils !” »).
Après Suétone, la formule est rapportée, toujours en grec, par Dion Cassius (155 - 229 ap. J.-C.) également à titre de variante dans la tradition : « Ταῦτα μὲν τἁληθέστατα · ἢδη δέ τινες ϰαὶ ἐϰεῖνο εἶπον, ὃτι πρὸς τὸν Βροῦτον ἰσχυϱῶς πατάξαντα ἔφη · καὶ σὺ τέκνον; » (« Voilà la version la plus véridique. Certains, cependant, ajoutent à cet endroit le trait suivant. Alors que Brutus lui portait un coup violent, il lui aurait dit : “Toi aussi, mon fils !” »)
Les autres sources dont on dispose — en langue grecque avec Nicolas de Damas, Plutarque, et Appien — sont muettes sur ce point.

## Interprétation

### Pourquoi en grec ancien?
Pendant longtemps, les spécialistes de Suétone,, n'ont guère accordé d'attention aux derniers mots de César, et les historiens qui évoquaient cet épisode, concluaient généralement par son inauthenticité,,. La citation grecque, en effet, ne laissait pas d'être problématique : elle est la seule de la Vie de César de Suétone, alors qu'en pareil cas Suétone traduit toujours.
La douloureuse surprise de Jules César, quand il se vit attaqué par celui qui lui devait tout et qu'il considérait comme son fils, se serait donc traduite dans ces mots, que rapportent certaines des sources de Dion Cassius : καὶ σὺ τέκνον ; « Toi aussi, mon fils ! ». Si, au moment où il agonise, César choisit d'employer le grec ancien pour s'exprimer, ce n'est pas qu'il se souvînt de ses études et qu'il étalât son érudition – il ne s'agit pas là, en effet, d'une citation littéraire, pour autant que nous puissions en juger –, mais il se livre bien à une exclamation spontanée émise sous l'emprise d'un sentiment violent, qui l'amène à retrouver la langue de son enfance, à savoir, comme pour tous les Romains de la classe supérieure, le grec ancien, et non le latin.

### Sens de « fils »
Jérôme Carcopino, a fait remarquer à juste titre que le mot τέκνον était couramment employé comme un terme d'affection envers plus jeune que soi : « Mon petit » ou « Mon garçon ». Ce sens, qui se trouve déjà chez Homère, est très bien attesté, ce qui n'est pas le cas pour le latin filius. Dès lors, l'apostrophe de César devient beaucoup plus compréhensible et beaucoup plus vraisemblable.

#### Hypothèse de parenté biologique
Marcus Junius Brutus était le fils de la maîtresse de César. Cependant, il est peu vraisemblable que Brutus fût le fils biologique de César ou que Brutus ou César l'eussent cru : la liaison de Servilia Caepionis est connue, aussi bien par la population que par les historiens, comme ayant commencé en 64 av. J.-C., quand Brutus avait au moins 20 ans. Cette opinion est néanmoins contestée par les historiens modernes, qui s'appuient sur les passages explicites de Plutarque et Suétone indiquant une liaison avec Servilia dès la naissance de Brutus, en 85 ou en 78. 
L'hypothèse de Brutus comme fils naturel de César a circulé, mais les historiens actuels l'attribuent à la propagande de l'époque impériale. En effet, l'Empire se veut l'héritier de César, et accuse donc Brutus d'être un parricide.

#### Qualité de fils adoptif
César avait une grande affection pour Brutus, lui ayant complètement pardonné son ralliement à Pompée. Il l'avait ensuite couvert d'honneurs. Brutus était, en quelque sorte, le beau-fils de la main gauche de César,. Par ailleurs, Brutus, sous le nom de Servilius Caepio, fut un temps fiancé à la fille de César, Julie, et après la bataille de Pharsale, César éprouva une joie extrême à le savoir vivant. Pour autant, il n'est pas exact de considérer Brutus comme le fils adoptif de César, ou son héritier désigné. C'est Auguste qui jouissait de ce rang.

### Signification
La tradition, longtemps unanime, voyait dans ces mots un douloureux reproche adressé à un fils indigne. On considérait, en effet, qu'il s'agissait là d'un cri de douleur de César voyant Brutus au rang des conjurés : alors que César considère Brutus comme l'un de ses alliés, ce dernier se met du côté des assassins de César.
Une autre interprétation a vu alors le jour, fondée sur l'état de santé de César : peut-être épileptique et, partant, sujet à des diarrhées ou de violents vomissements, César n'écoute pas les mises en garde de ses proches et se rend volontairement à son propre assassinat afin de mettre un terme à son état dégradant. La phrase est alors à comprendre dans le sens : « Toi aussi, mon fils, tu seras vieux et faible et subiras le même sort ».
Enfin deux explications, qui d'ailleurs se rejoignent largement, sont maintenant avancées par les spécialistes. L'une part des sources figurées, l'autre des sources littéraires.
- J. Russell, relevant des attestations d'un καὶ σύ apotropaïque sur des mosaïques et des bas-reliefs, voit dès lors, dans les mots de César mourant, l'équivalent du « signe des cornes ». Le dictateur trahi ne manifesterait nullement son émotion ou sa surprise. À son « fils » indigne, il laisse pour dernier message : « Je t'en souhaite autant, mon garçon ! »[24].
- P. Arnaud a fourni plus récemment une explication un peu différente, mais qui va dans le même sens : l'expression d'une hostilité et d'une menace. On trouve en effet chez Suétone un parallèle frappant. Auguste aurait dit à Galba enfant, également en grec : « Toi aussi, mon fils, tu grignoteras une partie de notre pouvoir », en recourant à l'expression καὶ σὺ τέκνον. Une expression analogue est placée par Dion Cassius dans la bouche de Tibère s'adressant au même Galba. Dans les deux cas, il s'agit donc de prédire à quelqu'un qu'il exercera un jour le pouvoir absolu. Mais ces mots, pleins de paternelle bienveillance de la part d'un empereur assuré de la stabilité de son régime, prennent évidemment une valeur toute différente quand ils sont prononcés par César, fossoyeur du système républicain et assassiné, du moins officiellement, pour cette raison. Dire à Brutus qu'il participera un jour du même type de pouvoir que sa victime, c'est réduire à néant l'image de dernier défenseur de la libertas qu'il veut donner de lui-même, c'est l'accuser d'aspirer au même type de pouvoir qui fait de l'assassinat de César un tyrannicide - et donc annoncer et justifier d'avance la mort violente de Brutus lui-même[25].

## Dans les œuvres de fiction

### Chez Shakespeare
Dans la tragédie Jules César, à l'acte III, scène 1, vers 77, William Shakespeare attribue comme derniers mots à César : « Et tu, Brute ? » (« Toi aussi, Brutus ? », « Brute » étant la forme de vocatif de Brutus, « et » l'adverbe signifiant « même, aussi »). Ainsi, Shakespeare ne reprend-il pas l'idée de « fils » et ne fait-il pas s'exprimer César en grec. Il ne garde que la surprise de César de voir que même Brutus se joint aux conjurés. La pièce du dramaturge anglais ne se veut pas historiquement rigoureuse, puisqu'elle fait même intervenir des fantômes.
Dans le monde anglophone, c'est cette expression qui est employée pour invectiver celui qu'on accuse de trahison.

### Dans Astérix

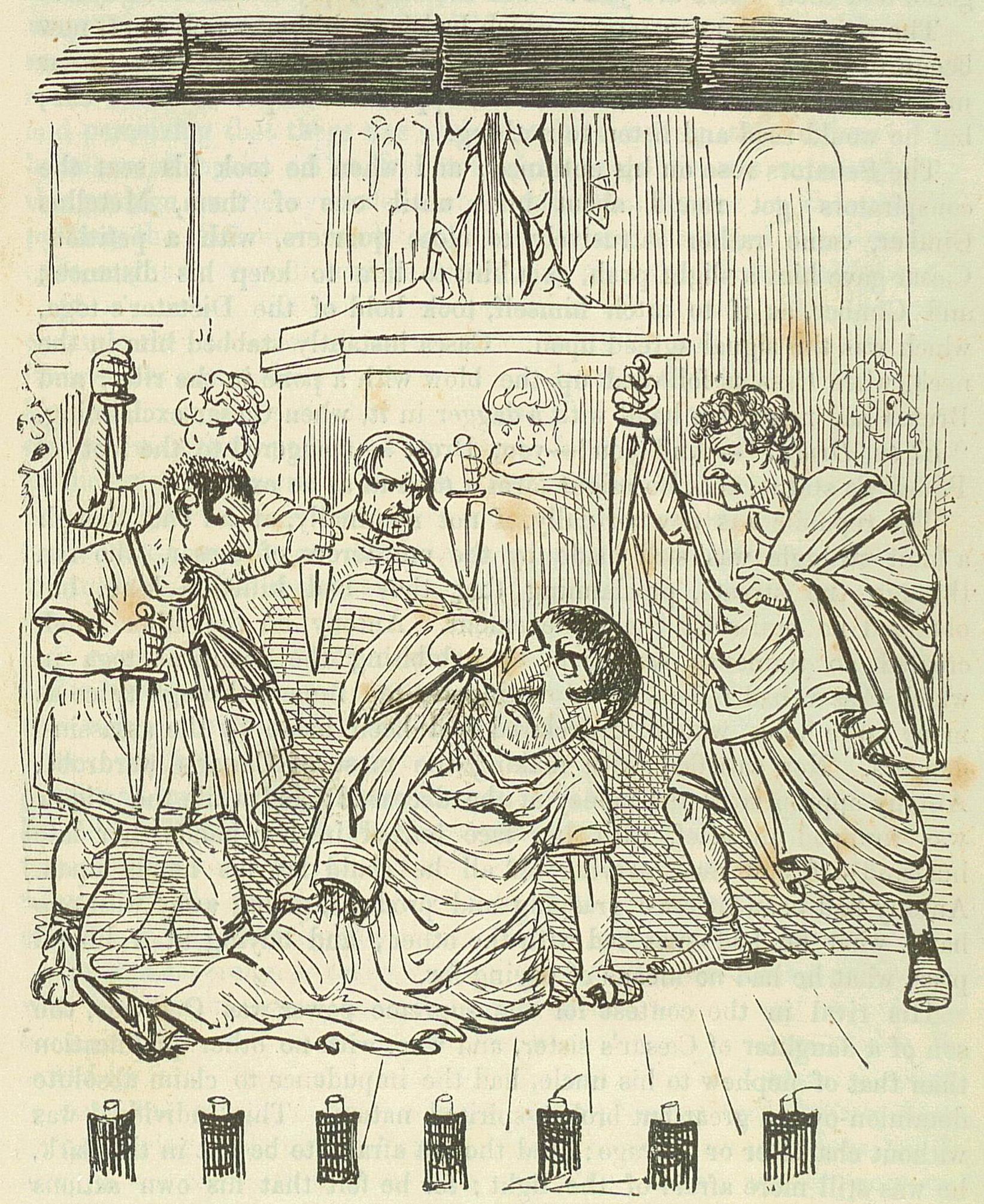
Illustration comique de l’assassinat de César (in The Comic History of Rome de Gilbert Abbott à Beckett).

Les bandes dessinées Astérix font un usage au second degré de cette phrase. Dans cette bande dessinée, Brutus est présenté comme le fils adoptif et unique héritier de César. César lui lance très souvent « Tu quoque mi fili » ou « Toi aussi, mon fils » dans des circonstances dont la légèreté contraste avec les circonstances historiques de cette phrase, comme c'est le cas dans La Zizanie, lorsque les personnages vont déjeuner.
Par ailleurs, tout à la fin du film Astérix aux Jeux olympiques, Jules César, joué par Alain Delon, lance un « Toi aussi, mon fils » à son fils Brutus joué par Benoît Poelvoorde. Dans ce film, Brutus semble être le fils biologique de César.